# Болгарские добровольцы в сербско-турецкой войне (1876)
Болгарские добровольцы вступили в сербско-турецкую войну в 1876, вскоре после Апрельского восстания, надеясь внести свой вклад в освобождение Болгарии от османского владычества. За время боевых действий они успели принять участие в решающих сражениях под Гредетином и Джунисом.

## Тимокский фронт
В июле 1876 года в Кладово были сформированы отряды болгарских иммигрантов из Сербии, России, Румынии и Австро-Венгрии. Организация и снабжение оплачивалось Болгарским центральным благотворительным обществом в Бухаресте и славянофильским комитетом в России. Сербский командующий армией, генерал Михаил Черняев, послал отряды в Тимок на северо-запад Болгарии с целью поднятия болгарского восстания. К середине июля, волонтёрские отряды действовали самостоятельно в Видинских селах (Ново Село, Флорентин, и т.д.), около Кулы, Чипровцев и в направлении Берковицы. В конце месяца количество добровольцев достигло 1500 человек. Борьба против турецких войск шла с переменным успехом и не приносила желаемых результатов из-за ухудшения общей ситуации на сербско-турецком фронте.

## Моравский фронт
В августе, болгарские добровольцы прибыли в Алексинац, где была сформирована русско-болгарская бригада, состоящие из трёх батальонов (2500 бойцов). Бригада находилась под командованием русских офицеров (среди последних Райчо Николов и десяток болгар). В сентябре бригада участвовала под Гредетином и Делиградом, а в октябре сражались под Алексинацем и Джунисом. После поражения при Джунисе происходит отток добровольческих формирования. В апреле 1877 года они были окончательно расформированы. Большинство добровольцев продолжили сражаться в том же году, уже в ходе русско-турецкой войны, в составе болгарских ополченцев.

1. Аврам Иванов Гуджев (прапорщик в 54-м Минском п/п)
2. Атанас Маринов Узунов (после войны поступил добровольцем в 60-м Заморском п/п РИ)
3. Бончо Калинов Балабанов (кавалер ордена „Такова” 4 класса)
4. Георги Добринович
5. Георги Иванов Иванов
6. Данаил Цонев Николаев (служил в 54-м Минском п/п. В Сербско-турецкой войне участвовал поручиком РА)
7. д-р Димитр Петров Моллов  (врач в составе Санитарного отряда)
8. Димитр Иванов Досков
9. Иван Кишелски
10. Иван Станев Галов (Галата)
11. Илия Лазаров Джагаров
12. Ильо Марков
13. Коста Паница
14. Костадин Григоров Халачев
15. Никола Живков (написал в Сербии „Черняев марш. Позже с помощи композитора Марченко на основе „Черняевского марша” появилась „Шумит Марица” – строевая песня Болгарского Ополчения, ставшая и первой гимн Болгарии)
16. Панайот Хитов
17. Райчо Николов
18. Сава Атанасов Муткуров (окончил Одесское военное училище в 1875 г.)
19. Симеон Цонев
20. Стефан Иванов Кисов (учился в Одесском военном училище, окончил его в 1875 г.)
21. Стефан Христов Бочаров (фельдшер в составе санитарного отряда)
22. Филип Тотю
23. Христо Златаров
24. Христо Македонский
25. Цеко Петров
26. Тодор Велков
27. Симо Соколов